# Angkor Verlag
Der Angkor Verlag hat sich auf die Themen Zen-Buddhismus und Samurai spezialisiert und veröffentlicht zudem Belletristik mit Länderschwerpunkten wie Japan und Indonesien.

## Geschichte
Aufgrund des Überraschungserfolges des Hagakure, eines Samurai-Ratgebers, der zum Film Ghost Dog – Der Weg des Samurai von Jim Jarmusch erschien und zeitweise auf Rang 1 der Amazon-Verkaufscharts stand, gründete dessen Übersetzer Guido Keller im Jahr 2000 den Angkor Verlag in Frankfurt am Main. Das Besondere hieran war die on Demand-Produktionsweise, das Buch hatte keine feste Auflage und wurde so zum ersten Bestseller des Herstellers Books on Demand. Ein auf 20 Jahre langfristig angelegtes Verlagsprogramm sollte fortan vor allem Klassiker der Zen-Literatur auf die gleiche Herstellungsweise bis in die ferne Zukunft für Leser verfügbar machen. Im herkömmlichen Offsetverfahren erschien u. a. die „Edition Nippon“.

## Programm und Autoren
Für das Zen erschloss der Verlag insbesondere mithilfe des ehemaligen deutschen Abtes Muhō Nölke von Antai-ji Texte des japanischen Zenmeisters Sawaki Kōdō. Ein weiterer Schwerpunkt sind die Hauptwerke von Dōgen Zenji wie das Shōbōgenzō und Eihei Kôroku sowie wesentliche Sutren und Kôan-Sammlungen, ferner philosophische Werke der Kampfkünste und Samurai (z. B. zum Bushidō). Der Japanologe und Tai Chi-Lehrer Julian Braun publiziert neben eigenen wissenschaftlichen Arbeiten zur Geschichte und Philosophie der Kampfkunst auch Übersetzungen klassischer buddhologischer Werke von Takakusu Junjirō, Nanjō Bun’yū, Louis de La Vallée Poussin  im Angkor Verlag.
In der „Edition Nippon“ erschienen seit 2010 japanische Autoren wie Natsume Sōseki, Yūichi Seirai, Kaori Ekuni, Uno Chiyo, Maruya Saiichi, Fukunaga Takehiko, Wahei Tatematsu, Taeko Tomioka und Hiroyuki Itsuki.
Im Rahmen des Gastlandauftritts Indonesiens auf der Frankfurter Buchmesse wurde im Jahr 2015 indonesische Literatur von Putu Wijaya, Ismail Marahimin, Iwan Simatupang, Seno Gumira Ajidarma und Hamsad Rangkuti veröffentlicht.

## Buddhistischer Blog
Der Verleger Guido Keller ist als Blogger aktiv und verhandelt neben Sachthemen auch Widersprüche im (Zen-)Buddhismus. Bereits im Jahr 2010 trug seine investigative Arbeit dazu bei, den Machtmissbrauch in einer vietnamesischen Pagode Frankfurts aufzudecken, was Der Spiegel und andere Medien erst 2018 aufgriffen. Der Blog wirft außerdem einem Teil der deutschen Zen-Szene die Selbstbeweihräucherung mit erfundenen Lehrtiteln vor.